# Chaetophora cristata
Chaetophora cristata là một loài Rêu trong họ Hookeriaceae. Loài này được (Hedw.) Brid. mô tả khoa học đầu tiên năm 1819.